# María Eugenia Moreno Gómez
María Eugenia Moreno Gómez (Ciudad de México, 16 de febrero de 1938), también conocida como Kena Moreno, es una periodista, editora y política mexicana; como integrante del Partido Revolucionario Institucional (PRI), fue diputada federal y delegada en Benito Juárez, Distrito Federal.

## Biografía
Es licenciada en Derecho egresada de la Universidad Nacional Autónoma de México (UNAM) y tiene un diplomado en Análisis Político en la Universidad Iberoamericana.
Miembro del PRI desde 1968, mismo año en que se desempeñó como asesora del secretario de Relaciones Públicas del comité ejecutivo nacional; en 1969 fundó los Centros de Integración Juvenil, cuyo objetivo de atender el consumo de drogas entre los jóvenes. Participó en la campaña electoral de José López Portillo a la presidencia de México en 1976, de 1973 a 1978 fue presidenta de la Asociación Mundial de Mujeres Periodistas y Escritoras, y de 1976 a 1979 fue directora de Servicios de Bienestar Social en el Instituto Mexicano del Seguro Social (IMSS).
En 1979 fue postulada candidata del PRI y elegida diputada federal por el Distrito 25 del Distrito Federal a la LI Legislatura de dicho año al de 1982; en la Cámara de Diputados fue presidenta de la comisión de Seguridad Social. De 1982 a 1988 fue delegada del gobierno del Distrito Federal en la entonces Delegación Benito Juárez, y en 1989 fue directora del Centro de Estudios Superiores en Turismo de la Secretaría de Turismo.
En 1971 fundó la Editoria Armonía S. A., en la cual editó revistas de circulación nacional en México como «Kena», «La Mujer de Hoy» y «Lupita».